# Adalberto Peñaranda
Adalberto Peñaranda Maestre (ur. 31 maja 1997 w El Vigía) – wenezuelski piłkarz występujący na pozycji napastnika w Watford.